# Transbaikàlia
|  | Pel que fa a l'actual subjecte federal rus, vegeu Territori del Transbaikal. |

Transbaikàlia (rus: Забайкалье, Zabaikàlie), també anomenada Dàuria (Даурия) és una regió muntanyosa situada a l'orient del llac Baikal (que li dona nom) a Rússia. El nom alternatiu, Dàuria, és pel poble dels daurs. Dona nom a diversos animals característics. Inclou la república de Buriàtia, el krai de Zabaikàlie i part de l'óblast d'Irkutsk.
Té una extensió d'uns 1000 km de nord a sud, de l'altiplà de Patom i l'altiplà del Baikal del Nord, fins a la frontera russa. I també 1000 km d'oest a est, del llac Baikal a la confluència entre el riu Xilka i l'Argun, que formen el riu Amur. Les estepes i aiguamolls de Transbaikal estan protegits per la Reserva Natural de Dàuria, que forma part del lloc anomenat «Els paisatges de Dàuria», inscrit com a Patrimoni de la Humanitat per la UNESCO el juliol de 2017.

## Història
En temps dels tsars fou una regió (óblast) amb capital a Nértxinsk i després a Txità.
El maig de 1918, l'ataman cosac de Transbaikal, Grigori Semenov (1890-1946), va crear a l'estació Bórzia, prop de Txità, el govern provisional de Transbaikal, juntament amb el Buriat Ulus, amb suport del Regne Unit, els Estats Units, França i el Japó. El juliol de 1919, Semenov va crear el govern de l'Assemblea Popular del districte (o krai), i el setembre l'Assemblea Provisional del Transbaikal Oriental.
El 8 de gener de 1920, ensorrat l'exèrcit del cap blanc, l'almirall Koltxak, i seguint la declaració d'aquest el 4 de gener de 1920 en què virtualment va reassignar el poder en Semenov, aquest govern va esdevenir Govern del Proper Orient Rus (Pravítelstvo Rossískoi Vostótxnoi Okraini). La capital fou Txità. Les forces japoneses tenien com a base Vladivostok i Txità (i la regió de la ciutat després anomenada Komsomolsk) i donaven suport a Semenov, i gràcies a aquest suport l'ataman va ocupar Verkhneúdinsk (Ulan-Udè).
No va durar gaire temps, ja que després de l'evacuació japonesa l'abril de 1920, Semenov i els seus homes, entre ells el seu lloctinent Ungern Von Sternberg, van fugir i van passar a la Xina o a Mongòlia.
Llavors fou part de la República de l'Extrem Orient. Després de la seva dissolució, va quedar dividida entre Buriàtia i el Territori del Transbaikal.